# بریگز (اکلاهما)
بریگز(به انگلیسی: Briggs) شهری در ایالت اکلاهما کشور ایالات متحده آمریکا است که جمعیت آن در سرشماری سال ۲۰۱۰ میلادی، ۳۰۳ نفر بوده‌است.